# Ефремов, Ким Евгеньевич
Ефремов Ким Евгеньевич (14 октября 1933, село Благодарное[уточнить] Оренбургской области — 2 июня 2008, Санкт-Петербург) — российский советский живописец, член Санкт-Петербургского Союза художников (до 1992 года — Ленинградской организации Союза художников РСФСР).

## Биография
Ким Евгеньевич Ефремов родился 14 октября 1933 года в селе Благодарное Оренбургской области. В 1957—1961 годах учился в Ленинграде на живописном отделении ЛИЖСА имени И. Е. Репина у Н. П. Медовикова и Б. С. Угарова. В 1961 окончил институт по мастерской Виктора Орешникова с присвоением квалификации художника живописи. Дипломная работа — картина «Жёны рыбаков».
Участвовал в выставках с 1961 года, экспонируя свои работы вместе с произведениями ведущих мастеров изобразительного искусства Ленинграда. Писал портреты, пейзажи, жанровые картины. Член Ленинградского отделения Союза художников РСФСР (с 1992 года — Санкт-Петербургского Союза художников). Среди произведений, созданных Кимом Ефремовым, картины «Разрыв» (1960), «У клуба» (1961), «В сельмаге» (1962), «За победу!» (1968), «Ликбез» (1969), «Пастух» (1971), «Портрет Николая Смоленко, рабочего Кировского завода», «Осень в мастерской» (обе 1972), «Весна», «Сон» (обе 1975), «Свежий хлеб» (1980), «Художник и модель» (1997) и другие. В 1964—1968 годах преподавал в ЛГПИ имени А. И. Герцена.
Скончался 2 июня 2008 года в Санкт-Петербурге на 75-м году жизни. 
Произведения К. Е. Ефремова находятся в музеях и частных собраниях в России и за рубежом.

## Выставки
Основные выставки с участием работ Ефремова Кима Евгеньевича:
- 1971 год (Ленинград): Наш современник. Выставка произведений ленинградских художников 1971 года.
- 1972 год (Ленинград): По Родной стране. Выставка произведений ленинградских художников 1972 года, посвящённая 50-летию образования СССР.
- 1975 год (Ленинград): Наш современник. Зональная выставка произведений ленинградских художников 1975 года.
- 1980 год (Ленинград): Зональная выставка произведений ленинградских художников 1980 года.
- Февраль 1991 года (Париж): Выставка «Русские художники».
- Февраль 1993 года (Брюссель): Выставка «Русские художники».
- 1997 год (Санкт-Петербург): Выставка «Связь времён. 1932—1997. Художники — члены Санкт-Петербургского Союза художников России. К 65-летию Санкт-Петербургского Союза художников» в ЦВЗ «Манеж».